# Прапор Кам'янка-Бузького району
Пра́пор Ка́м'янка-Бу́зького райо́ну — офіційний символ Кам'янка-Бузького району Львівської області, затверджений 6 грудня 2007 року рішенням сесії Кам'янка-Бузької районної ради.

## Опис
Прапор являє собою прямокутне полотнище зі співвідношенням сторін 2:3, яке розділене синьою смугою по діагоналі на два рівновеликі трикутники: жовтого кольору біля древка та зеленого з протилежного краю. На синій смузі зображено три червоні камені у жовтих оправах.